# Moto Guzzi V 35-serie
De Moto Guzzi V 35 is een motorfietstype van Moto Guzzi dat in verschillende versies werd geproduceerd van 1977 tot 1997. De V 35 was een 350 cc model dat gelijktijdig werd geïntroduceerd met de 500 cc Moto Guzzi V 50.

## Voorgeschiedenis
Moto Guzzi was in 1973 overgenomen door de autofabrikant Alejandro de Tomaso en samengevoegd met concurrent Benelli. Beide merken produceerden vanaf dat moment viercilinder motorfietsen in de middenklasse: Moto Guzzi bouwde de 400 GTS en Benelli de 350 RS. Internationaal waren de zware langsgeplaatste V-twins gezichtsbepalend voor Moto Guzzi. Die waren nog bedacht door Giulio Cesare Carcano en doorontwikkeld door Lino Tonti. Tonti had zich beperkt tot het vergroten van de motor en het ontwikkelen van een nieuw frame. Het idee voor de V 50 en de V 35 was al oud: al in 1972 werden proeven genomen met 350- en 500 cc V-twins in een V7 Sport-frame. Deze prototypen hadden toen nog een verticaal gedeeld carter.
Toen de V 35 uitkwam was het vrij druk in de markt van de middenklasse-motorfietsen. Behalve de bovengenoemde concurrenten in eigen huis waren er ook nog de Italiaanse Ducati 350 Desmo en 350 GTL en 350 GTV en Moto Morini 3½ en uit Japan de Honda CB 350 Four en de CB 400 Four. In de meeste Europese landen verplaatste de interesse van de kopers zich al naar zwaardere modellen, maar in Italië bleven de 350 cc motorfietsen nog vrij lang populair. Waarschijnlijk is dat de reden dat de V 35 verder werd doorontwikkeld dan de V 50. Zo werden in 1984 al vier kleppen per cilinder geïntroduceerd en in 1987 zelfs dubbele bovenliggende nokkenassen.

## V 35
De motor van de V 35 was geen verkleinde versie van de zware twins, maar een heel nieuw ontwerp van Lino Tonti. Omdat de Tomaso ontwerpers in dienst had die de modellen van Moto Guzzi en Benelli een tamelijk hoekige styling gaven, zoals dat in de jaren zeventig mode was, paste Tonti het uiterlijk van het motorblok hieraan aan: de cilinders kregen een "vierkant" uiterlijk door rechthoekige koelribben tot te passen. Ook het frame was helemaal nieuw. Na het uitkomen van de V 35 en de V 50 kregen ook de zwaardere modellen, zoals de 850 T5, de California II, de 1000 SP II en de 850 Le Mans III dezelfde koelribben. De motor moest wel nieuw ontworpen worden, omdat hij kleiner moest worden maar ook goedkoper om te produceren. Toch was er bepaald niet bezuinigd; er waren weinig lichte motorfietsen met cardanaandrijving en Guzzi was de enige met het integrale remsysteem.

### Motor
De motor was een langsgeplaatste 90° V-twin met twee kleppen per cilinder. Er waren "Heronzuigers" toegepast, waarbij een deel van de verbrandingsruimte in de zuigerbodem was uitgespaard. Het carter was horizontaal gedeeld. De kleppen werden bediend door stoterstangen en tuimelaars vanaf een enkele nokkenas die boven de krukas lag. Het luchtfilterhuis was een grote, langwerpige plastic kast die in de "V" van de cilinders onder de tank lag.
Guzzi gaf een vermogen van 33,6 pk bij 8.100 tpm op, maar dat waren waarschijnlijk SAE-pk's, gemeten zonder dynamo, luchtfilter etc. De V 35 had elektronische ontsteking. Op de voorkant van de krukas zat een wisselstroomdynamo.

### Aandrijflijn
De aandrijflijn was vergelijkbaar met die van de zwaardere modellen, maar er was een enkele droge plaatkoppeling toegepast. Daarachter zat een vijfversnellingsbak. In de rechterarm van de swingarm zat de cardanas.

### Rijwielgedeelte
Net als bij de zware modellen had de V 35 een dubbel wiegframe, maar aan de achterkant maakte het bovenframe een lus omlaag tot boven de versnellingsbak. De versnellingsbak zélf zorgde voor de verbinding met het onderframe, zodat het motorblok een dragend deel van het frame was geworden. De onderste framebuizen waren demontabel om het motorblok te kunnen in- en uitbouwen. Aan de voorkant zat een hydraulisch gedempte telescoopvork, de swingarm scharnierde in de versnellingsbak en werd afgeveerd door twee schokdempers met buitenliggende schroefveren. Aan de voorkant zaten twee remschijven, achter zat één schijf. Dankzij het integraal remsysteem werd de achterschijf samen met een van de voorschijven door het rempedaal bediend.

## V 35 II
De V 35 II verscheen in 1980, als tegenhanger van de V 50 III. Opmerkelijk was dat de moderne elektronische ontsteking weer was vervangen door onderbrekers. De compressieverhouding was iets lager, maar het vermogen was desondanks gestegen. De gearing was iets korter geworden. Verdere verschillen met zijn voorganger zaten in het spuitwerk, het voorspatbord en de iets verder omhooggebogen uitlaten.

## V 35 Imola
In 1980 bracht Moto Guzzi de V 35 Imola uit, die een soort mini-uitvoering van de 850 Le Mans was. Om het sportieve element te benadrukken kreeg deze machine, net als later bij de Le Mans III de adelaar op de tank, die bij bijna alle andere modellen uit deze serie verdwenen was. Door de toepassing van andere zuigers en kleppen (30,5 mm inlaat en 27,5 mm uitlaat) steeg het vermogen weer iets. De machine kreeg een iets dikkere voorband, een klein stuurkuipje en een kleine spoiler achter het duozadel. De balhoofdhoek werd met 28° ook iets groter. De remschijven waren gemaakt bij Innocenti en geperforeerd voor een betere koeling. De Imola is het kleinere broertje van de Moto Guzzi V50 Monza met nagenoeg hetzelfde frame en uiterlijk.

## V 35 C
Vanaf 1981 werden de motorblokken van de V 50- en de V 35-modellen geproduceerd bij Innocenti, dat ook al enige tijd eigendom van de De Tomaso-groep was. Aan het einde van 1981 werden zowel de V 35 als de V 50 uitgebracht in de toen populaire custom uitvoering. Zoals toen gebruikelijk werden slechts kleine aanpassingen gedaan. De machine kreeg een hoger stuur, een druppeltank en een getrapt zadel. Om de machine aan de voorkant wat hoger te maken werd de telescoopvork van de V 65 gebruikt. De spatborden werden vervangen door wat sierlijker, verchroomde exemplaren, waarbij het achterlicht niet meer geïntegreerd was. De swingarm achter werd 40 mm langer. De machine kreeg wat dikkere radiaalbanden. De achterschokdempers kregen luchtondersteuning. Net als de V 50 C werd de V 35 C in 1984 licht herzien, met een klein rugsteuntje voor de passagier en een klein bagagerekje. In 1986 volgden grote veranderingen, toen de V 65 Florida verscheen.

## V 35 Imola II
In november 1983 werd de Imola II al aan het publiek voorgesteld tijdens de motorshow in Milaan, maar hij kwam pas in het voorjaar van 1984 op de markt. Er waren méér dan alleen cosmetische veranderingen aangebracht: de motor had nu vier kleppen per cilinder, die echter aan beide kanten nog door twee sets stoterstangen en tuimelaars werden bediend. Zowel het koppel als het vermogen stegen erdoor. Door de betere ademhaling konden ook grotere carburateurs worden gemonteerd. De ontsteking werd nog steeds verzorgd door een bobine en contactpuntjes. Zoals ook bij de grotere modellen uit die tijd werden 16 inch wielen toegepast om de wendbaarheid te verbeteren. Bovendien werd vóór en achter luchtondersteunde vering gebruikt. De machine was leverbaar in rood, wit en metallic grijs en de lijnen volgden ongeveer die van de V 65 Lario en de Le Mans 1000.

## V 35 TT
Tijdens de motorshow van Milaan in november 1981 presenteerde Moto Guzzi V 50 "Tutto Strada" allroad. Hiermee probeerde het merk mee te liften op het succes van modellen als de Yamaha XT 500 en de Honda XL 500 S. De Guzzi was strak, enigszins "vierkant" gelijnd en had ook een rechthoekige koplamp. De lange Marzocchi voorvork was speciaal voor terreingebruik bedoeld en de voorste steekas had een kleine assprong, zoals dat bij enduromotoren gebruikelijk was. De motor kwam uit de V 50 III/V 50 Monza. De Tutto Strada kwam echter nooit voorbij het prototypestadium. In 1984 ondernam Moto Guzzi een nieuwe poging in het allroadsegment met de V 35 TT en de V 65 TT. De V 35 TT ("Tutto Terreno") was net als de "Tutta Strada" vrij hoekig en hij had zijn startmotor behouden, wat vrij uniek was bij allroads uit die tijd. De gearing werd korter dan bij de andere modellen en het balhoofd werd verstevigd. Ook de V 35 TT kreeg de lange Marzocchi voorvork met assprong. Ook de achterbrug was langer en iets onderuit gezet om een langere veerweg mogelijk te maken. Zowel in het voor- als het achterwiel zat maar één 260 mm remschijf, hoewel de eerste modellen nog een kleine trommelrem achter hadden. De V 35 TT werd in 1987 opgevolgd door de NTX 350.

## V 35 III
De V 35 III kwam in 1986 op de markt. Het uiterlijk was dat van een verkleinde 850 T5, met een klein stuurkuipje rond de koplamp en nieuwe zijpanelen en net als zijn "grote broer" kreeg de V 35 III een 16 inch voorwiel en een 18 inch achterwiel en de nieuwe vijfspaaks gietwielen. De V 35 III bleef slechts een jaar in productie: in 1987 werd hij vervangen door de Trentacincque GT. Bij de V 35 III kwam de elektronische ontsteking weer terug.

## V 35 Florida
De V 35 Florida kwam in 1986 op de markt als opvolger van de V 35 C. Hij had meer "chopper"-achtige lijnen door de hogere "Peanut tank" en de lange voorvork, maar ook de motor was veranderd: de boring ging van 66 naar 74 mm en de slag van 50,6 naar 40,6 mm. Men zou verwachten dat een dergelijke korte slag motor bij een sportief model zou worden gebruikt, maar dat gebeurde niet. Het duozadel was nog meer "getrapt" en de hele aandrijflijn was zwart gespoten, met uitzondering van de kleppendeksels.

## NTX 350
De korte slag motor van de "Florida" werd in 1987 ook in de opvolger van de V 35 TT gehangen. Deze machine, die de naam NTX 350 kreeg, zag er al veel professioneler uit, dankzij de forse 32 litertank en de kleine stroomlijnkuip die niet aan het stuur maar aan het frame zelf bevestigd was. Daarmee kreeg de machine een "Parijs-Dakar" uiterlijk. Net als bij de Florida was de hele aandrijflijn zwart gelakt, ditmaal inclusief de kleppendeksels. De kleurstellinig was wit-geel-zwart, maar later kwamen er ook wit-rode uitvoeringen.

## 350 Falco
De 350 Falco werd gepresenteerd op de motorshow van Milaan, eind 1987. De machine had dubbele bovenliggende nokkenassen en was helemaal ingepakt in een plastic stroomlijnkuip, waar aan de zijkanten alleen de cilinderkoppen naar buiten staken. Het frame was helemaal nieuw, opgetrokken uit dunne kokerbalken. Uiteraard waren er vier kleppen per cilinder toegepast en de carburateurs waren ook groter geworden: 30 mm. Opmerkelijk was dat niet de nieuwe zeer korte slag motor werd gebruikt, maar de motor met de "oude" maten 66 × 50,6 mm. Er zat een elektronische ontsteking met variabele vervroeging op. Er zat een luchtondersteunde telescoopvork aan de voorkant en hydropneumatische schokdempers aan de achterkant. De machine had 16 inch wielen. Aan de voorkant zaten twee 270 mm remschijven en achter zat een enkele 235 mm schijf. Met name door nieuwe regelgeving, waardoor men in Italië pas op 21-jarige leeftijd op een dergelijke motorfiets mocht rijden, werd het model niet doorontwikkeld en bleef het bij een prototype.

## V 35 PA
De "Pubblica Amministrazione"-modellen waren voor overheidsdiensten bestemd, maar het waren geen speciale militaire modellen. Ze werden dan ook geleverd aan politiekorpsen, voorzien van een eenpersoons zadel om achterop ruimte te maken voor de verbindingsmiddelen. De toerruit was gedeeltelijk van kunststof, maar de onderkant had canvas flappen om nog meer wind van de berijder weg te houden. Er waren in het algemeen valbeugels gemonteerd en uiteraard zwaailichten en meertonige hoorns.

## Trentacinque GT
Deze opvolger van de V 35 III verscheen in de herfst van 1987. De cilinderinhoud werd voluit geschreven, net als bij de 1000 cc Mille GT en de 650 cc Sessantacinque GT. De verschillen met de V 35 III beperkten zich tot het uiterlijk. De machine had wat "rondere" vormen, de kleine stuurkuip was verdwenen en er zat een kleine handgreep voor de passagier achter het duozadel.

## Nevada 350
De Nevada 350 (soms ook wel V 35 Nevada genoemd) verscheen in 1992 en dankte zijn naam aan de Nevada 750 die al eerder op de markt was gekomen en waar hij ook precies op leek. Het was de opvolger van de V 35 Florida, maar de "oude" motor (boring × slag 66 × 50,6 mm) was weer gebruikt. De aandrijflijn was weer ongespoten en onder de tank zaten verchroomde strips.

## Nevada 350 Club
Hoewel de Nevada 350 al in 1994 uit productie was gegaan en de 350 cc motor na de V 35 PA sinds 1997 niet meer was gebruikt, verscheen er in 1998, ongeveer tegelijk met de Nevada 750 Club, toch weer een kleine Nevada. Deze was voorzien van een toerruit en een stel leren zijtassen. Het frame was rood gespoten, de rest grijs. Het model ging in 1999 weer uit productie en werd in Nederland nooit geïmporteerd.

## Technische gegevens
| Moto Guzzi               | V 35                                      | V 35 II                                   | V 35 Imola                                | V 35 C                                                   | V 35 Imola II                                            | V 35 TT                                   | V 35 III                                  | V 35 Florida                              | NTX 350                                   | 350 Falco                                 | V 35 PA                                   | Trentacinque GT                           | Nevada 350                                | Nevada 350 Club                           |
| ------------------------ | ----------------------------------------- | ----------------------------------------- | ----------------------------------------- | -------------------------------------------------------- | -------------------------------------------------------- | ----------------------------------------- | ----------------------------------------- | ----------------------------------------- | ----------------------------------------- | ----------------------------------------- | ----------------------------------------- | ----------------------------------------- | ----------------------------------------- | ----------------------------------------- |
| Periode                  | 1977-1978                                 | 1980-1985                                 | 1980-1983                                 | 1982-1985                                                | 1982-1985                                                | 1984-1987                                 | 1984-1986                                 | 1986-1992                                 | 1987-1991                                 | 1987                                      | 1987-1997                                 | 1988-1992                                 | 1992-1994                                 | 1998-1999                                 |
| Categorie                | toermotor                                 | toermotor                                 | sportmotor                                | custom                                                   | sportmotor                                               | allroad                                   | toermotor                                 | custom                                    | allroad                                   | sportmotor                                | politiemotor                              | toermotor                                 | custom                                    | custom                                    |
| Motortype                | kopklepmotor met vier kleppen             | kopklepmotor met vier kleppen             | kopklepmotor met vier kleppen             | kopklepmotor met vier kleppen                            | kopklepmotor met acht kleppen                            | kopklepmotor met vier kleppen             | kopklepmotor met vier kleppen             | kopklepmotor met vier kleppen             | kopklepmotor met vier kleppen             | DOHC met acht kleppen                     | kopklepmotor met vier kleppen             | kopklepmotor met vier kleppen             | kopklepmotor met vier kleppen             | kopklepmotor met vier kleppen             |
| Bouwwijze                | langsgeplaatste 90° V-twin                | langsgeplaatste 90° V-twin                | langsgeplaatste 90° V-twin                | langsgeplaatste 90° V-twin                               | langsgeplaatste 90° V-twin                               | langsgeplaatste 90° V-twin                | langsgeplaatste 90° V-twin                | langsgeplaatste 90° V-twin                | langsgeplaatste 90° V-twin                | langsgeplaatste 90° V-twin                | langsgeplaatste 90° V-twin                | langsgeplaatste 90° V-twin                | langsgeplaatste 90° V-twin                |                                           |
| Cilinder                 | aluminium                                 | aluminium                                 | aluminium                                 | aluminium                                                | aluminium                                                | aluminium                                 | aluminium                                 | aluminium                                 | aluminium                                 | aluminium                                 | aluminium                                 | aluminium                                 | aluminium                                 | aluminium                                 |
| Cilinderkop              | aluminium                                 | aluminium                                 | aluminium                                 | aluminium                                                | aluminium                                                | aluminium                                 | aluminium                                 | aluminium                                 | aluminium                                 | aluminium                                 | aluminium                                 | aluminium                                 | aluminium                                 | aluminium                                 |
| Klepbediening            | stoterstangen en tuimelaars               | stoterstangen en tuimelaars               | stoterstangen en tuimelaars               | stoterstangen en tuimelaars                              | stoterstangen en tuimelaars                              | stoterstangen en tuimelaars               | stoterstangen en tuimelaars               | stoterstangen en tuimelaars               | stoterstangen en tuimelaars               | rechtstreeks                              | stoterstangen en tuimelaars               | stoterstangen en tuimelaars               | stoterstangen en tuimelaars               | stoterstangen en tuimelaars               |
| Carburateurs (Dell'Orto) | VHB 24 FD en VHB 24 FS                    | VHB 26 FD en VHB 26 en FS                 | VHB 26 FD en VHB 26 en FS                 | VHB 26 FD en VHB 26 en FS                                | PHBH 28                                                  | VHB 26 FD en VHB 26 FS                    | VHBZ 26                                   | PHBH 28                                   | PHBH 28                                   | PHBH 30                                   | PHBH 28                                   | VHBZ 26                                   | PHBH 28                                   | onbekend                                  |
| Ontsteking               | elektronisch                              | bobine en onderbrekers                    | bobine en onderbrekers                    | bobine en onderbrekers                                   | bobine en onderbrekers                                   | bobine en onderbrekers                    | elektronisch                              | elektronisch                              | elektronisch                              | elektronisch                              | elektronisch                              | bobine en onderbrekers                    | elektronisch                              | elektronisch                              |
| boring                   | 66 mm                                     | 66 mm                                     | 66 mm                                     | 66 mm                                                    | 66 mm                                                    | 66 mm                                     | 66 mm                                     | 74 mm                                     | 74 mm                                     | 66 mm                                     | 66 mm                                     | 66 mm                                     | 66 mm                                     | 66 mm                                     |
| slag                     | 50,6 mm                                   | 50,6 mm                                   | 50,6 mm                                   | 50,6 mm                                                  | 50,6 mm                                                  | 50,6 mm                                   | 50,6 mm                                   | 40,6 mm                                   | 40,6 mm                                   | 50,6 mm                                   | 50,6 mm                                   | 50,6 mm                                   | 50,6 mm                                   | 50,6 mm                                   |
| Cilinderinhoud           | 346,2 cc                                  | 346,2 cc                                  | 346,2 cc                                  | 346,2 cc                                                 | 346,2 cc                                                 | 346,2 cc                                  | 346,2 cc                                  | 349,2 cc                                  | 349,2 cc                                  | 346,2 cc                                  | 346,2 cc                                  | 346,2 cc                                  | 346,2 cc                                  | 346,2 cc                                  |
| Smeersysteem             | wet-sump                                  | wet-sump                                  | wet-sump                                  | wet-sump                                                 | wet-sump                                                 | wet-sump                                  | wet-sump                                  | wet-sump                                  | wet-sump                                  | wet-sump                                  | wet-sump                                  | wet-sump                                  | wet-sump                                  | wet-sump                                  |
| Compressieverhouding     | 10.8:1                                    | 10,1:1                                    | 10,5:1                                    | onbekend                                                 | 10,5:1                                                   | 10,5:1                                    | 10,5:1                                    | 10,3:1                                    | 10,3:1                                    | 10,5:1                                    | 10,4:1                                    | 10,5:1                                    | 10,6:1                                    | onbekend                                  |
| Max. Vermogen            | 33,6 pk bij 8.100 tpm                     | 35 pk bij 8.100 tpm                       | 36 pk bij 8.200 tpm                       | onbekend                                                 | 40 pk bij 8.800 tpm                                      | 33 pk bij 8.300 tpm                       | 35 pk bij 8.100 tpm                       | 35 pk bij 8.400 tpm                       | 35 pk bij 8.400 tpm                       | 45 pk bij 7.500 tpm                       | 44 pk bij 7.200 tpm                       | 35 pk bij 8.100 tpm                       | 30 pk bij 8.200 tpm                       | 30 pk bij 8.200 tpm                       |
| Topsnelheid              | 150 km/h                                  | 145 km/h                                  | 160 km/h                                  | 145 km/h                                                 | 170 km/h                                                 | 140 km/h                                  | 150 km/h                                  | 150 km/h                                  | 140 km/h                                  | 175 km/h                                  | 150 km/h                                  | 150 km/h                                  | 150 km/h                                  | 150 km/h                                  |
| Primaire aandrijving     | rechtstreeks                              | rechtstreeks                              | rechtstreeks                              | rechtstreeks                                             | rechtstreeks                                             | rechtstreeks                              | rechtstreeks                              | rechtstreeks                              | rechtstreeks                              | rechtstreeks                              | rechtstreeks                              | rechtstreeks                              | rechtstreeks                              | rechtstreeks                              |
| Koppeling                | enkelvoudige droge plaatkoppeling         | enkelvoudige droge plaatkoppeling         | enkelvoudige droge plaatkoppeling         | enkelvoudige droge plaatkoppeling                        | enkelvoudige droge plaatkoppeling                        | enkelvoudige droge plaatkoppeling         | enkelvoudige droge plaatkoppeling         | enkelvoudige droge plaatkoppeling         | enkelvoudige droge plaatkoppeling         | enkelvoudige droge plaatkoppeling         | enkelvoudige droge plaatkoppeling         | enkelvoudige droge plaatkoppeling         | enkelvoudige droge plaatkoppeling         | enkelvoudige droge plaatkoppeling         |
| Versnellingen            | 5 voetgeschakeld                          | 5 voetgeschakeld                          | 5 voetgeschakeld                          | 5 voetgeschakeld                                         | 5 voetgeschakeld                                         | 5 voetgeschakeld                          | 5 voetgeschakeld                          | 5 voetgeschakeld                          | 5 voetgeschakeld                          | 5 voetgeschakeld                          | 5 voetgeschakeld                          | 5 voetgeschakeld                          | 5 voetgeschakeld                          | 5 voetgeschakeld                          |
| Secundaire aandrijving   | cardan                                    | cardan                                    | cardan                                    | cardan                                                   | cardan                                                   | cardan                                    | cardan                                    | cardan                                    | cardan                                    | cardan                                    | cardan                                    | cardan                                    | cardan                                    | cardan                                    |
| frame                    | dubbel wiegframe met dragende motor       | dubbel wiegframe met dragende motor       | dubbel wiegframe met dragende motor       | dubbel wiegframe met dragende motor                      | dubbel wiegframe met dragende motor                      | dubbel wiegframe met dragende motor       | dubbel wiegframe met dragende motor       | dubbel wiegframe met dragende motor       | dubbel wiegframe met dragende motor       | dubbel wiegframe met dragende motor       | dubbel wiegframe met dragende motor       | dubbel wiegframe met dragende motor       | dubbel wiegframe met dragende motor       | dubbel wiegframe met dragende motor       |
| Wielbasis                | 1410 mm                                   | 1410 mm                                   | 1420 mm                                   | 1460 mm                                                  | onbekend                                                 | onbekend                                  | onbekend                                  | onbekend                                  | 1480 mm                                   | onbekend                                  | 1420 mm                                   | onbekend                                  | onbekend                                  | onbekend                                  |
| Vering vóór              | telescoopvork                             | telescoopvork                             | telescoopvork                             | telescoopvork                                            | luchtondersteunde telescoopvork                          | Marzocchi telescoopvork                   | luchtondersteunde telescoopvork           | telescoopvork                             | Marzocchi telescoopvork                   | luchtondersteunde telescoopvork           | telescoopvork                             | luchtondersteunde telescoopvork           | telescoopvork                             | telescoopvork                             |
| Vering achter            | swingarm met hydraulische schokdempers    | swingarm met hydraulische schokdempers    | swingarm met hydraulische schokdempers    | swingarm met luchtondersteunde hydraulische schokdempers | swingarm met luchtondersteunde hydraulische schokdempers | swingarm met hydraulische schokdempers    | swingarm met hydraulische schokdempers    | swingarm met hydraulische schokdempers    | swingarm met hydraulische schokdempers    | hydropneumatische schokdempers            | swingarm met hydraulische schokdempers    | swingarm met hydraulische schokdempers    | swingarm met hydraulische schokdempers    | swingarm met hydraulische schokdempers    |
| Banden                   | vóór 3,00× 18", achter 3,25 × 18"         | vóór 3,25 × 18" achter 3,50 × 18"         | vóór 3,25 × 18", achter 3,50 × 18"        | vóór 100/90 × 18", achter 130/90 × 16"                   | vóór 100/90 × 16", achter 120/90 × 16"                   | vóór 3,00 × 21", achter 4,00 × 18"        | vóór 100/90 × 16", achter 110/80 × 18"    | vóór 90/90 × 18", achter 120/90 × 16"     | vóór 3,00 × 21", achter 4,00 × 18"        | vóór 100/90 × 16", achter 120/90 × 16"    | vóór 90/90 × 18", achter 100/90 × 18"     | vóór 100/90 × 16", achter 110/80 × 18"    | vóór 100/90 × 18", achter 130/90 × 16"    | onbekend                                  |
| Rem(men)                 | schijfremmen rondom, integraal remsysteem | schijfremmen rondom, integraal remsysteem | schijfremmen rondom, integraal remsysteem | schijfremmen rondom, integraal remsysteem                | schijfremmen rondom, integraal remsysteem                | schijfremmen rondom, integraal remsysteem | schijfremmen rondom, integraal remsysteem | schijfremmen rondom, integraal remsysteem | schijfremmen rondom, integraal remsysteem | schijfremmen rondom, integraal remsysteem | schijfremmen rondom, integraal remsysteem | schijfremmen rondom, integraal remsysteem | schijfremmen rondom, integraal remsysteem | schijfremmen rondom, integraal remsysteem |
| Gewicht                  | 152 kg                                    | 155 kg                                    | 158 kg                                    | onbekend                                                 | 168 kg                                                   | 160 kg                                    | 160 kg                                    | 170 kg                                    | 170 kg                                    | 179 kg                                    | 215 kg                                    | onbekend                                  | 175 kg                                    | 182 kg                                    |
| Tankinhoud               | 16,5 liter                                | 16,5 liter                                | 16 liter                                  | onbekend                                                 | 18 liter                                                 | onbekend                                  | 17 liter                                  | 17 liter                                  | 32 liter                                  | onbekend                                  | 16 liter                                  | 17 liter                                  | 16 liter                                  | 16 liter                                  |
| Voorganger               | geen                                      | V 35                                      | geen                                      | geen                                                     | V 35 Imola                                               | geen                                      | V 35 II                                   | V 35 C                                    | V 35 TT                                   | V 35 Imola II                             | geen                                      | V 35 III                                  | V 65 Florida                              | V 35 Nevada                               |
| Opvolger                 | V 35 II                                   | V 35 III                                  | V 35 Imola II                             | V 35 Florida                                             | 350 Falco                                                | NTX 350                                   | Trentacinque GT                           | Nevada 350                                | geen                                      | geen                                      | geen                                      | geen                                      | Nevada 350 Club                           | geen                                      |